# スマ夫
『スマ夫』（すまお）は2003年1月11日から3月22日にかけてフジテレビ系列で放送されていたバラエティ番組。

## 概要
『デリ!スマ〜スマ夫編』を大幅リニューアルする形でスタート。
この番組の終了をもって、1998年（平成10年）『サタスマ』→『サタ☆スマ』から約4年半続いたフジテレビ系土曜19時枠におけるSMAPメンバーの中居正広・香取慎吾のコンビによる番組シリーズは幕を下ろした。

## 出演者
- 中居正広（当時SMAP）
- 香取慎吾（当時SMAP）

## 主な企画

### スマ夫スゴロク
- 中居、香取にそれぞれ1人ずつゲストがつきペアで戦う。
- 毎回1つのテーマ（カレー、ラーメンなど）にそって全国各地の飲食店が集まったスゴロクを進んでいく。
- サイコロは1～3が2面ずつ出る特殊なサイコロを用いる。
- 出た目のマスによって食べられる物が変わる。

デリシャススポット
全国各地のおいしいお店の料理を食べることができる。
チャレンジスポット
全国各地の変わった珍味を扱ったお店の料理を食べる。
ドクロスポット
罰ゲームマス。ボックス式になっており、中で罰を受ける（ただし、ゆるいものがほとんど）。
○マス進む
指示された数だけ進む。止まった先の指示にも従う。
スマ夫マス
何もなし
?マス
マスがシールになっており、めくって指示を確認する。○マス進むや一回休み。ラッキーデリシャス（これまでに通ってしまった店から1店選び食べることができる）などがあった。
- 一度どちらかのチームが食べた店は閉店となり、後から来たチームが止まっても食べることができない。
- 食べられた量に関係なく、先にゴールしたチームの勝利。負けたチームのリーダー（中居・香取）は罰として嵐を体験させられる（強風送風機による嵐&暴風雨）。

### クイズ!エコロジー
- 巨大なすべり台の上に乗り挑戦する。中居対香取の個人戦と、スマ夫チーム(中居・香取)対主婦チーム(田中律子・マルシア)の団体戦があった。
- お題として出されたごみを（その当時の）東京の分別方法にならい、可燃ゴミ、不燃ゴミ、資源ゴミに分別する。
- 敗北の場合、すべり台が傾き、クッション代わりのゴミ袋の山に落とされる。団体戦の場合は、代表者一人が落とされる。
- 中にはパーツを分解して分ける難問もあった。
- スマ夫チームが全問正解、主婦チームが全問不正解になったことがある。その際ナレーターから、「もう、主婦失格です」と言われてしまった。

### 金銭感覚SHOW
- 中居対香取の個人戦で、身近にある施設（例：病院・学校）の備品や、テレビ番組に使用されるセットや演出の値段を当てるクイズ。全問題の合計誤差が少なかった方の勝利。

## スタッフ
- 構成：樋口卓治、鈴木おさむ、堀江利幸、椎名基樹、マツピロ、井手隠臣、佐藤修、川島カヨ、金丸純也
- リサーチ：大島祐紀子、斎藤遼子、伊藤匡
- 技術：共同テレビジョン
- TD：佐々木信一
- SW：大嶋徹
- CAM：小川経一、竺原功二
- VE：川崎淳
- AUD：中村仁
- PA：芝崎素光
- LD：佐藤博樹、八木原伸治
- 美術制作：井上幸夫
- デザイン：きくちまさと
- 美術進行：吉田敬、萩原みどり
- 大道具：東山優治
- 持道具：土屋洋子
- 装飾：加川功
- 衣裳：山田斉
- メイク：中谷しのぶ
- かつら：寒部千恵
- 視覚効果：坂井郁美
- アクリル装飾：永山淳
- 植木装飾：広田明
- 生花装飾：名和田雅美
- 電飾：照喜名紀央
- 特殊美術：横山公一
- 特殊装置：樋口真樹、永島哲哉
- スタイリスト：宇都宮いく子
- タイトル：岩崎光明
- 編集：一ノ瀬勝
- MA：川原崎智史
- 音響効果：松長芳樹
- CG：田中秀幸（フレイムグラフィックス）
- 技術協力：FLT、笑カンパニー、マルチバックス
- 広報：猪熊伴子
- 連絡：川上郁子
- 編成：小中ももこ、春名剛生
- TK：平井冴子
- FD：浅野克己
- 制作協力：ジーワン、ウイルスプロダクション、ジャニーズ事務所
- 編成担当：荒井昭博
- 制作プロデューサー：白根淳子（ウイルスプロダクション）、藤井朗子（ジーワン）
- スーパーバイザー：原田冬彦、坪田譲治
- ディレクター：清水泰貴、かわのけいすけ、中澤智有、澤田親宏、小林浩司、浜野貴敏、佐々木繁雄、岡部統一
- 演出・プロデューサー：石井浩二
- プロデューサー：小松純也、鈴木吉弘
- 制作：フジテレビ制作センター
- 制作著作：フジテレビ

| フジテレビ系列 土曜19時台                           | フジテレビ系列 土曜19時台  | フジテレビ系列 土曜19時台                |
| 前番組                                              | 番組名                     | 次番組                                   |
| --------------------------------------------------- | -------------------------- | ---------------------------------------- |
| デリバリー・スマップ デリ!スマ （2002年4月 - 12月） | スマ夫 （2003年1月 - 3月） | 世界ゴリッパですね!! （2003年4月 - 8月） |